# クロト (冠婚葬祭)
株式会社クロト（英: CLOTHO CORPORATION ）は、愛知県西尾市に本社を置き、愛知県西三河地域を主たる事業範囲として冠婚葬祭事業を行う企業。
県内に葬儀会館16ヶ所と結婚式場3ヶ所、ドレスショップ1ヶ所を運営している。

## 沿革
- 1908年（明治41年） - 葬祭業を開業。
- 1949年（昭和24年） - 合資会社文十葬祭社を設立。
- 1975年（昭和50年） - 文十冠婚葬祭株式会社に社名変更。
- 2008年（平成20年） - 株式会社クロトに社名変更。

## 営業拠点

### フューネラル事業
- フューネラル事業本部（愛知県西尾市）
- 文十鳳凰殿 西尾中央斎場（愛知県西尾市丁田町）
- 文十鳳凰殿 西尾矢田斎場（愛知県西尾市上矢田町）
- 文十鳳凰殿 西尾幡豆斎場（愛知県西尾市鳥羽町）
- 文十鳳凰殿 西尾一色斎場（愛知県西尾市一色町）
- 文十鳳凰殿 西尾吉良斎場（愛知県西尾市吉良町）
- 文十鳳凰殿 碧南斎場（愛知県碧南市源氏神明町）
- 平安会館 岡崎竜美丘斎場（愛知県岡崎市明大寺町）
- 平安会館 岡崎六名斎場（愛知県岡崎市上六名）
- 平安会館 ソサイエ 岡崎大平斎場（愛知県岡崎市大平町）
- 平安会館 ソサイエ 縁 －えにし－（愛知県岡崎市大平町）
- 平安会館 ソサイエ 岡崎本宿斎場（愛知県岡崎市本宿西）
- 平安会館 新華苑 岡崎六ツ美斎場（愛知県岡崎市土井町）
- 平安会館 安城斎場（愛知県安城市弁天町）
- 平安会館 東刈谷斎場（愛知県刈谷市野田町）
- 家族葬別邸 結家（ゆいか） 碧南（愛知県碧南市踏分町）
- 家族葬別邸 結家（ゆいか） 岡崎福岡（愛知県岡崎市福岡町）

### ブライダル事業
- フェリシアコート（愛知県安城市）
- WhiteChapel－ホワイトチャペル－（愛知県安城市）
- Brillante－ブリアンテ－（愛知県大府市）

### ドレス&ビューティ事業
- YUYU（愛知県西尾市）
- StoneSPA石物語り（愛知県西尾市）

### ブライダルプロディース事業
- CinderellaMagic（愛知県安城市）

## 関連会社
- 株式会社 平安閣
- 株式会社 ちごの口グループ